# Jean-Paul Raymond
Jean-Paul Raymond (* 30. Dezember 1948 in Brive-la-Gaillarde, Frankreich) ist ein französischer Bildhauer, Graveur, Glaskünstler und Pionier der Studioglasbewegung. Er lebt und arbeitet seit Anfang der 1990er Jahre in Köln.

## Leben
- 1967–1974 studiert er in Bordeaux
- 1977 erster Kontakt mit Kunstglas
- 1977 erstes Studio bei Angoulême (F)
- 1980 Studio in Montcaret bei Bordeaux
- 1991 Lehrauftrag in Frauenau (D)
- Seit 1993 lebt und arbeitet er in Köln
- 1997 Glassymposium Lauscha (D)
- 1998 Glassymposium Novy Bor (CR)
- Seit 2003 Lehrauftrag am Institut für Glaskunst in Höhr-Grenzhausen (D)

Nach dem Gymnasium studierte Jean-Paul Raymond an der Universität in Bordeaux. 1977 kam er das erste Mal in Kontakt mit der Studioglasbewegung. Daraufhin eröffnete er sein erstes Werkstatt-Studio bei Angoulême nördlich von Bordeaux und fing an künstlerische Arbeiten zu schaffen. Von den ersten Erfolgen angetrieben folgte drei Jahre später ein weiteres Studio in Montcaret.
Anfang der 1990er Jahre zog er nach Deutschland um – lebt und arbeitet seit 1993 in Köln – und betreibt dort ein weiteres Glas-Studio. Seit dieser Zeit übernahm er auch Lehraufträge, unter anderem in Frauenau und ab 2003 am Institut für Glaskunst in Höhr-Grenzhausen.
Seine Arbeiten sind unter anderem in vielen öffentlichen Sammlungen und Ausstellungen zu finden. Derzeit aktuelle Einzelausstellungen sind die „Fragment de Temps“ im LWL-Industriemuseum in der Glashütte Gernheim und „Fragment de Paradis“  Seemuseum in Berck (Frankreich).

## Werke
Arbeiten von Jean-Paul Raymond sind unter anderem in folgenden öffentlichen Sammlungen zu finden:
- Musée des Arts Décoratifs, Paris
- Musée du verre, Sars Poteries
- Glasmuseum Immenhausen
- Glasmuseum Frauenau
- Musée National de la céramique Sèvres
- Glasmuseum Lauscha
- Glassammlung Veste Coburg
- Glasmuseum Rheinbach
- Museo del Vidrio Alcorcon / Madrid
- Irvin Borowsky Collection, Philadelphia
- Glasmuseum Lommel
- Glashütte Gernheim
- Musée de Berck
- Christoffelkathedraal, Roermond

## Einzelausstellungen
- 1986 Galerie d’Amon, Paris (F)
- 1986 Galerie Suzel Berna, Antibes (F)
- 1987 Galerie Transparence, Bruxelles (B)
- 1987 Galerie d’Amon, Paris (F)
- 1991 CCAA Glasgalerie Köln (D)
- 1991 Galerie d’Art Annie Chevalley, Montreux (CH)
- 1993 Glasgalerie Kuhler, Amsterdam  (NL)
- 1993 Galerie Art et Création, Lyon (F)
- 1993 Galerie d’Amon, Paris (F)
- 1994 Galerie Art du Verre Chapelotte, Luxembourg
- 1995 Place des Arts, Polack, Montpellier (F)
- 1996 Glass Art Center, Schalkwijk (NL)
- 1996 Galerie L’Eclat de Verre, Paris (F)
- 1997 Galerie Peters, Paderborn (D)
- 1998 Place des Arts, Polack, Montpellier (F)
- 1999 Galerie Eclat de Verre, Paris (F)
- 1999 Galerie Uta Klotz, Köln (D)
- 2000 Glasmuseum Rheinbach (D)
- 2001 Passagen, Galerie Uta Klotz (D)
- 2003 Westerwaldmuseum, Höhr-Grenzhausen
- 2003 MAVA Museo de Arte en Vidriio de Alcorcon, Madrid (E)
- 2003/04 Glasgalerie Peters, Paderborn (D)
- 2004 Galerie Mariska Dirkx, Roermond (NL)
- 2004 Galerie Daudet, Toulouse (F)
- 2004 Galerie Van Den Doel, Oisterwijk (NL)
- 2005 Galerie Art pluriel, Lyon (F)
- 2004 Galerie Van Den Doel, Oisterwijk (NL)
- 2007 Galerie Daudet, Toulouse (F)
- 2008 Galerie Foyer en Scène, Porta Westfalica
- 2009/10 De la Weser à la Vézère LWL-Industriemuseum Gernheim (D)
- 2010 Fragments de Paradis Musée de Berck sur Mer (F)
- 2011 Fragments de Temps II: Grotte préhistorique de Rouffignac (F)

## Gruppenausstellungen
- 1982 World Crafts Council (DK)
- 1982 Musée du Verre de Sars-Poteries (F)
- 1984 Magasin Seibu, Tokyo (J)
- 1985 Galerie d’Amon, Paris (F)
- 1985 Glasmuseum Frauenau (D)
- 1986 „100 ans d’art du verre en France“, Musée des Beaux Arts, Seoul (South-Korea)
- 1986 Musée des Arts Décoratifs, Rouen (F)
- 1987 Galerie d’Amon, Paris (F)
- 1988 Symposium du verre Marina Grande, Portugal (P)
- 1990 „Les verriers Francais“, Contemporary Glass Gallery, Ottawa (CAN)
- 1990 Carpe Diem Gallery, Paris (F)
- 1990 Galerie du Port, Montreux (CH)
- 1990 Galerie Art du Verre Chapelotte, Luxembourg (LUX)
- 1991 Musée National Fernand Léger, Biot (F)
- 1991 Glasmuseum Frauenau (D)
- 1995 Galerie Eclat du verre, Paris (F)
- 1995 Galerie Herrmann, Drachselsried (D)
- 1995 „Couleurs et transparence“, Musée national de la céramique, Sévres (F)
- 1996 Sofex, Foire d’Art, Strasbourg (F)
- 1996 „Couleurs et transparence“, Musée d’art contemporain, Dunkerque (F)
- 1996 „Art de vivre- artiste  moderne et cultures primitives“, Bad Ischl and Rheinfelden (A/CH)
- 1996 „Rencontres franco-tchéques“, Galerie Stölting, Hittfeld (D)
- 1997 Galerie Art du Verr Chappelotte, Luxembourg (LUX)
- 1997 Glassymposium Lauscha (D)
- 1997 Galerie Hermann, Drachselsried (D)
- 1997 Glassymposium Novy Bor (CR)
- 1997 „Suche nach dem Licht der Welt“, Glasmuseum Immenhausen (D)
- 1998 „Le verre dans tous ses états“, Château de Bechevel (F)
- 1998 CCAA Galerie, Köln (D)
- 1999 „Silencium, 3 x West – Europees Glas“, Roermond (NL)
- 1999 „Sculptures“, Galerie Uta Klotz, Köln (D)
- 1999 Galerie Herrmann, Drachselsried (D)
- 1999 „15“, Galerie MR Angoulême (D)
- 2000 „Glas 2000“, Glasmuseum Immenhausen (D)
- 2000 Galerie Place des Arts, Montpellier (F)
- 2001 „Masters in Glas“, Roermond (NL)
- 2002 „Lichtdurchflutet: Faszination Glas“, Hannover (D)
- 2003 „Immenhäuser Glaspreis 2003“ (D)
- 2004/05 „Le jardin des sculptures“, Galerie van den Doel (NL)

## Bibliographie (Auswahl)
- Cent ans de verre en France, 1986.
- Colette Save: Le verre au vert; L‘Atelier des Metier d‘Art, No104, Dec. 85/Jan. 86.
- Danie Christides: Jean-Paul Raymond; La Revue de la Céramique et du Verre, No 28, 1986.
- Janine Bloch-Dermant: Le Verre en France, Les Années 80, Paris 1988.
- Editions vers les arts: Ceci n‘est plus du verre, France, 1994.
- Uta Klotz: Le passeur de frontiéres; La revue de la céramique et du verre, No 83, Jul/aout 1995.
- Antoinette Fay-Halle: Couleurs et transparence. NEUESGLAS/NEWGLASS 4/95 Art de vivre - artistes modernes et cultures

- primitives; Edition Spiserhus Rheinfelden, 1996.
- Uta Klotz:Fiat Lux, Art Fairs, NEUES GLAS/NEW GLASS 2/96.
- Elodie Bernard: Jean-Paul Raymond, NEUES GLAS/NEW GLASS 2/97.
- Katalog V. Internationales Glassymposium Lauscha, Lauscha 1997.
- „Auf der Suche nach dem Licht der Welt“, hrsg. Glasmalerei Peters, Paderborn, 1997.
- Catalogue du salon de la sculpture „Eclat de verre“ château de Delle 1998.
- Jean-Paul Raymond, Galerie Èclat du Verre & Galerie Uta Klotz, 1999.
- «15» Galerie MR Angoulême, 1999.
- Glas 2000, Glasmuseum Immenhausen, 2000.
- Catalogue museo del vidrio Alcorcón, Madrid, 2003.